# Zawada (gmina w województwie zamojskim)
Zawada – dawna gmina wiejska istniejąca w latach 1973–1976 w woj. lubelskim, a następnie w woj. zamojskim (dzisiejsze woj. lubelskie). Siedzibą gminy była Zawada.
Gmina została utworzona w dniu 1 stycznia 1973 roku. W jej skład weszły sołectwa: Bodaczów, Kąty Drugie, Kąty Pierwsze, Niedzieliska, Niedzieliska-Kolonia, Siedliska, Siedliska-Kolonia, Wielącza, Wielącza-Kolonia, Wielącza Poduchowna i Zawada (58,81 km²) w woj. lubelskim, w powiecie zamojskim. 1 czerwca 1975 roku gmina znalazła się w nowo utworzonym woj. zamojskim. 
2 lipca 1976 roku gmina została zniesiona a jej teren włączony do gmin:
- Szczebrzeszyn (obszary sołectw: Bodaczów, Kąty Drugie, Kąty Pierwsze, Niedzieliska, Niedzieliska-Kolonia, Wielącza, Wielącza-Kolonia, Wielącza Poduchowna),
- Zamość (obszary sołectw: Siedliska, Siedliska-Kolonia i Zawada).